# Purdue University
Purdue University är ett amerikanskt universitet i West Lafayette i Indiana. Det grundades den 6 maj 1869 av affärsmannen John Purdue.
Det rankas som det 60:e främsta lärosätet i världen i Times Higher Educations ranking av världens främsta lärosäten 2018.
Bland skolans alumner finns flera kända namn, bland andra Neil Armstrong, Eugene Cernan, Akira Suzuki och Booth Tarkington.